# James Stafford
James Francis Stafford (Baltimore, Maryland, Estados Unidos, 26 de julio de 1932) es un cardenal estadounidense, penitenciario mayor emérito de la Penitenciaría Apostólica, Arzobispo emérito de Denver.

## Vida

### Primeros años
Es hijo único de F. Emmett y Mary Dorothy Stafford. Fue al colegio jesuita Loyola Blakefield, donde terminó sus estudios en 1950. Se matriculó a continuación en la también jesuita Universidad Loyola Maryland para estudiar medicina, pero en 1952 decidió ingresar en el seminario St. Mary's de Baltimore, donde se graduó en 1954. Cursó luego sus estudios de postgrado en el Pontificio Colegio Norteamericano y en la Pontificia Universidad Gregoriana, en Roma, hasta 1958. Durante ese periodo fue ordenado sacerdote el 15 de diciembre de 1957. Al regresar a los Estados Unidos fue destinado como vicario parroquial a la Parroquia del Inmaculado Corazón de María de Baltimore (1958-62), hasta que en 1962 terminó sus estudios en la Universidad Católica de América (1962-64). En 1964 y 1965 estuvo destinado a la Parroquia de Santa Ana Archidiócesis de Baltimore. También fue capellán de Villa María, Baltimore (1976-81). Después de ejercer su ministerio pastoral en diversas instituciones, fue nombrado capellán de Su Santidad en 1969.

### Obispo y arzobispo
Fue nombrado Obispo titular de Respetta y obispo auxiliar de Baltimore el 19 de enero de 1976, y fue ordenado obispo el 29 de febrero en la Catedral de María Reina de la Paz por William D. Borders, arzobispo de Baltimore. Los obispos co-consagrantes fueron el cardenal Lawrence Sheehan, arzobispo emérito de Baltimore, y el obispo Austin Murphy, auxiliar de Baltimore.
El 17 de noviembre de 1982, fue nombrado Obispo de Memphis, Tennessee, y el 18 de enero de 1983 tomó posesión de la Diócesis. El 30 de mayo de 1986, fue nombrado Arzobispo de Denver, Colorado, y el 31 de julio tomó posesión de la Archidiócesis.
Ha desempeñado varios cargos de responsabilidad. Fue copresidente del Diálogo entre católicos y luteranos, EE. UU. (1984 a 1997), vicario de la archidiócesis de Baltimore (1976-83), administrador de la Parroquia de los Santos Felipe y Santiago, Baltimore (1980-81), director de las Associated Catholic Charities de la archidiócesis de Baltimore (1966-76), miembro del Consejo del Centro de Planeación Metropolitana de la Universidad Johns Hopkins (de 1973 hasta 1983), Presidente del Consejo Presbiteral de la archidiócesis de Baltimore (1971), miembro y después presidente de la Comisión Episcopal de Asuntos Ecuménicos e Interreligiosos de la Conferencia de los Obispos Católicos de los Estados Unidos (1984-91).
También fue Presidente de la Comisión 'ad hoc' para la Evaluación de la Red de Telecomunicaciones Católica de la Conferencia Católica de los Estados Unidos (1987-89), miembro del Comité 'ad hoc' de la USCCB sobre el fundamentalismo bíblico (1985-87), miembro del Consejo de Administración del Centro Papa Juan (1986-1989), miembro del USCCB para el Diálogo entre católicos y judíos (1988-91), Copresidente del comité de consulta entre católicos y ortodoxos orientales de la USCCB (1988-91), Presidente de la Comisión de Matrimonio y Vida Familiar de la USCCB (desde 1978 hasta 1984), Miembro de la Comisión sobre Doctrina de la USCCB (1978-1984), miembro del Sínodo ordinario sobre el Matrimonio y la Familia (1980), Copresidente del Diálogo entre el Consejo Mundial de la Iglesia Metodista y los católicos del Consejo Pontificio para la Promoción de la Unidad de los Cristianos, Roma (1977 a 1987), Miembro del Consejo de Administración del Pontificio Colegio Norteamericano (1989-96), miembro del Consejo de Administración de la Universidad Católica de América (1990-96), miembro de la Congregación para la Comisión Episcopal ad hoc de las Conferencias Episcopales (1990-92).
Anteriormente, en 1993, como arzobispo de Denver, había recibido al papa Juan Pablo II en la ciudad elegida como sede para la octava Jornada Mundial de la Juventud. El arzobispo Stafford presentó el pueblo de Colorado al Papa. "Nos hemos reunido para escuchar su mensaje profético", dijo al comienzo de la misa celebrada en la Fiesta de la Asunción en la conclusión de la Jornada Mundial de la Juventud.
En el Sínodo de América, el 25 de noviembre de 1995, en la XIII Congregación General habló sobre el tema "Los laicos en la cultura de la desilusión". "¿Cómo puede la Iglesia catequizar en un mundo de realidad virtual?", se preguntó en el Sínodo. "La formación de los laicos para la comunión adquiere una gran importancia en una cultura descristianizada".

### Presidente del Consejo para los laicos
Cuando renunció al cargo de Arzobispo de Denver el 20 de agosto de 1996, fue nombrado Presidente del Consejo Pontificio para los Laicos, sustituyendo al Cardenal Eduardo Pironio en el cargo.
Como Presidente del Consejo, organizó la XII Jornada Mundial de la Juventud, que tuvo lugar en París en agosto de 1997. Al comienzo de la celebración eucarística en Longchamp el domingo 24 de agosto, el Arzobispo Stafford expresó al Papa la gratitud de todos los jóvenes reunidos en París, donde, dijo, había nacido una nueva "revolución del amor". 

Usted ha dicho a nuestros jóvenes (...)que el corazón del amor cristiano se encuentra en el escándalo de la Cruz. Esto significa un vuelco grande, donde los primeros serán últimos, y viceversa. Aceptando su invitación, muchos han mostrado de esta manera su libre aceptación del Evangelio en sus vidas.
Palabras del arzobispo Stafford al Papa

Stafford fue Presidente del Consejo Pontificio para los Laicos desde 1996 hasta 2003. Como presidente del consejo, organizó las reuniones internacionales del Día Mundial de la Juventud en París en 1997, en Roma Tor Vergata durante el Jubileo del Año 2000 y en Toronto, Canadá, en 2002.
Fue Penitenciario Mayor de la Penitenciaría Apostólica, desde 2003 hasta 2009.

### Cardenal
Fue creado y proclamado Cardenal por Juan Pablo II en el consistorio del 21 de febrero de 1998, con el titulus de cardenal presbítero de San Pedro en Montorio.